# (4100) Sumiko
(4100) Sumiko es un asteroide perteneciente al cinturón de asteroides, descubierto el 16 de enero de 1988 por Tsutomu Hioki y el también astrónomo Nobuhiro Kawasato desde el Okutama Observatory, Japón.

## Designación y nombre
Designado provisionalmente como 1987 BF. Fue nombrado Sumiko en homenaje a "Sumiko Hioki" esposa del primer descubridor.